# Osorkon IV
Osorkon IV – faraon, władca starożytnego Egiptu, z XXII dynastii libijskiej, z czasów Trzeciego Okresu Przejściowego. Prawdopodobnie panował w latach 732/730–716 p.n.e. Był synem Szeszonka V i królowej Tadibastet II.
Panowanie Osorkona przypadło na przełomowe czasy ponad trzywiekowego rozbicia dzielnicowego, charakteryzującego się jednakże względnym spokojem wewnętrznym i okresu podboju kuszyckiego, prowadzącego do zjednoczenia Obu Krajów, dokonanego jednakże kosztem walk wewnętrznych. Na domiar złego, Osorkon zmuszony był walczyć ze znacznie bardziej od siebie wpływowym i potężniejszym władcą Sais – Tefnachtem. W rzeczywistości władza Osorkona ograniczała się jedynie do Bubastis i jego okolic oraz Tanis. Królestwo to prawdopodobnie podzielone było na dwie części, rozdzielone niewielkim, podległym mu państwem wodzów Ma w Farbaitos.
W czasie panowania Osorkona w Bubastis w innych regionach Delty i Egiptu, władzę równocześnie sprawowali:
- Iuput II – w Leontopolis.
- Tefnacht – w Sais.
- Pianchi – początkowo w Napacie, później w Tebaidzie i – przejściowo – w części Środkowego Egiptu i Delty.
- Jukanes – w Sebennytos.
- Padiiset – w Athribis.
- Szepenupet I i Amenardis I – jako Boskie małżonki Amona w Tebach.

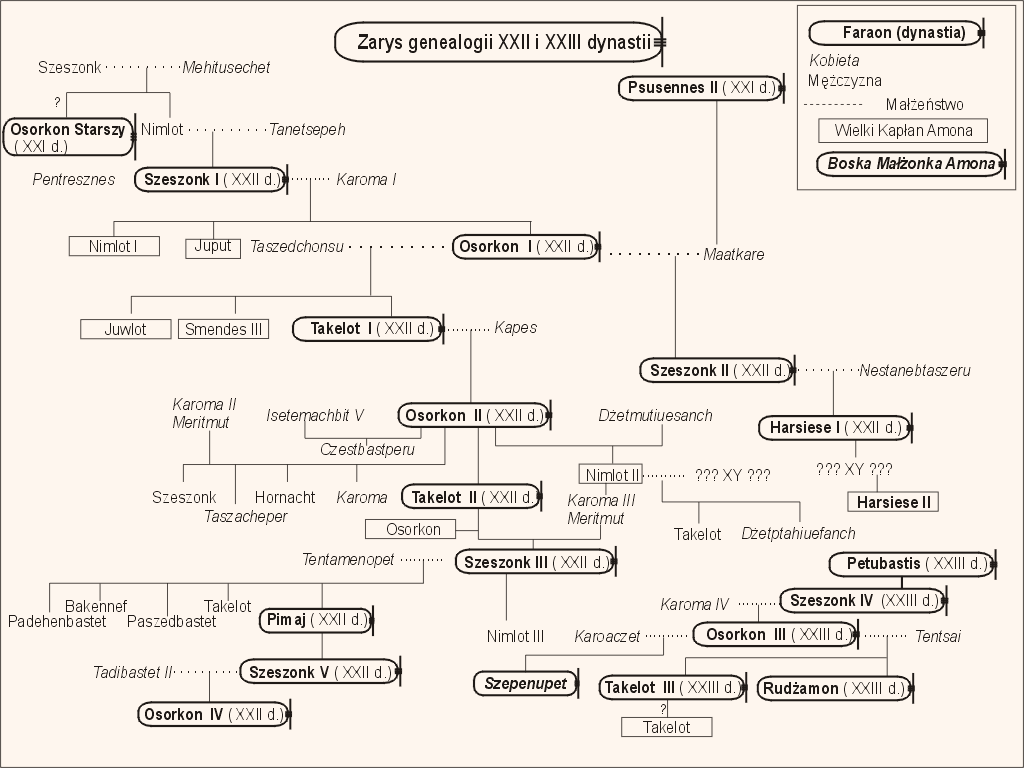
Zarys genealogii XXII i XXIII dynastii.

Jak wyglądał podział władzy w Egipcie w Trzecim Okresie Przejściowym 
.

## Tytulatura
| M23 · X1 | L2 · X1 |

| M23 · X1 | L2 · X1 |

| N5 | O29V | L1 | C12 | U21 · N35 |

| N5 | O29V | L1 | C12 | U21 · N35 |

| N5 | O29V | L1 | C12 | U21 · N35 |

| N5 | O29V | L1 | C12 | U21 · N35 |

| M23 · X1 | L2 · X1 |

| M23 · X1 | L2 · X1 |

| N5 | O29V | L1 | C12 | U21 · N35 |

| N5 | O29V | L1 | C12 | U21 · N35 |

| N5 | O29V | L1 | C12 | U21 · N35 |

| N5 | O29V | L1 | C12 | U21 · N35 |

| G39 | N5 |

| G39 | N5 |

| M17 | Y5 · N35 | U6 | V4 | Aa18 | D21 · N35 · V31 |

| M17 | Y5 · N35 | U6 | V4 | Aa18 | D21 · N35 · V31 |

| M17 | Y5 · N35 | U6 | V4 | Aa18 | D21 · N35 · V31 |

| M17 | Y5 · N35 | U6 | V4 | Aa18 | D21 · N35 · V31 |

| G39 | N5 |

| G39 | N5 |

| M17 | Y5 · N35 | U6 | V4 | Aa18 | D21 · N35 · V31 |

| M17 | Y5 · N35 | U6 | V4 | Aa18 | D21 · N35 · V31 |

| M17 | Y5 · N35 | U6 | V4 | Aa18 | D21 · N35 · V31 |

| M17 | Y5 · N35 | U6 | V4 | Aa18 | D21 · N35 · V31 |